# Egon Henninger
Egon Henninger (Kühlungsborn, Mecklemburgo-Pomerania Occidental, 22 de junio de 1940-10 de agosto de 2025) fue un nadador alemán especializado en pruebas de estilo libre y estilo braza, donde consiguió ser subcampeón olímpico en 1964 en los 4 x 100 metros estilos.

## Carrera deportiva
En los Juegos Olímpicos de Tokio 1964 ganó la medalla de plata en los relevos de 4 x 100 metros estilos, con un tiempo 4:01.6 segundos, tras Estados Unidos (oro) y por delante de Australia (bronce); sus compañeros de equipo fueron los nadadores: Ernst Küppers, Horst-Günther Gregor y Hans-Joachim Klein.